# 365 (píseň)
„365“ je píseň rusko-německého hudebníka Zedda a americké zpěvačky Katy Perry. Píseň byla zveřejněna jako singl 14. února 2019 spolu s videoklipem, který byl režírován Warrenem Fu.

## Vývoj
Fámy o této spolupráci se objevily již na podzim 2018, ale v lednu 2019 byli potvrzeny zaregistrováním písně na stránky Universal Music Group a také přidáním na Shazam, odkud však následně byl smazána a určité době znova přidána. 13. února Zedd a Perry začali si navzájem posílat různá emoji na jejich twitterové profily předtím než Zedd zveřejnil trailer videoklipu písně.

## Videoklip
Zveřejněn spolu s písní 14. února 2019. Zobrazuje Katy Perry jako robota a Zedda jako lidský testovací subjekt v experimentu, ve kterém se testuje soužití robota a člověka dohromady. Robot se do něj zamiluje, ale on jeho lásku neoplácí a distancuje se od ní.

## Žebříčky úspěšnosti
| Země                                | Pozice (2019) |
| ----------------------------------- | ------------- |
| Austrálie (ARIA)                    | 5             |
| Belgie (Ultratip Flanders)          | 1             |
| Česko (iTunes)                      | 2             |
| Česko (Singles Digitál Top 100)     | 26            |
| Mexiko (Billboard)                  | 15            |
| Německo (Official German Charts)    | 72            |
| Nový Zéland (RMNZ)                  | 3             |
| Slovensko (iTunes)                  | 1             |
| Slovensko (Singles Digitál Top 100) | 28            |
| UK (Official Charts Company)        | 37            |
| US (iTunes)                         | 4             |